# Ausås församling

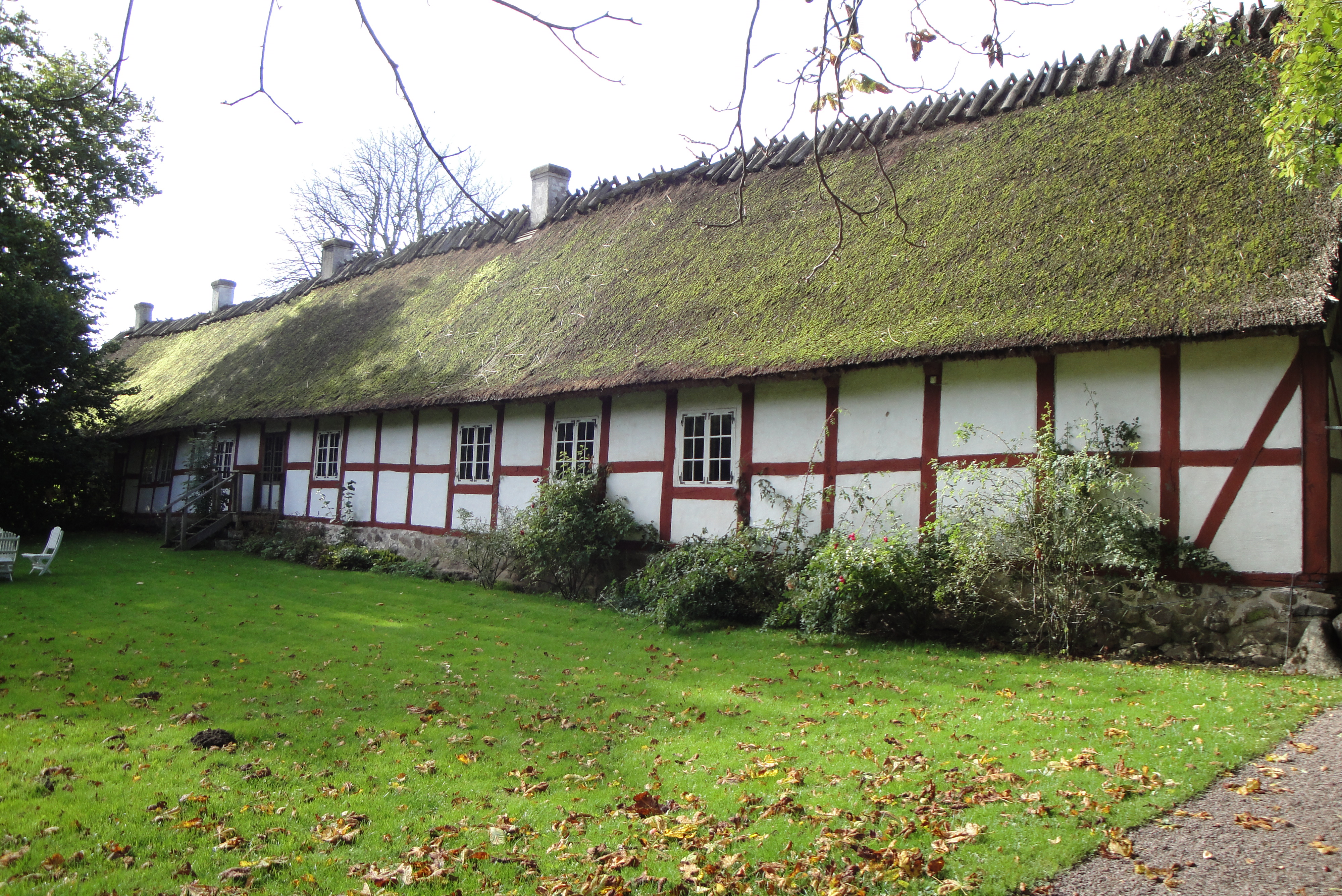
Ausås prästgård Skåne RÄ Ausås 15 1

Ausås församling var en församling i Lunds stift och i Ängelholms kommun. Församlingen uppgick 1998 i Strövelstorps församling.

## Administrativ historik
Församlingen har medeltida ursprung. Församlingen införlivade tidigt Humlarps församling.
Församlingen var till 1 november 1858 moderförsamling i pastoratet Ausås och Strövelstorp för att därefter till 1962 utgöra ett eget pastorat. Från 1962 till 1998 var den annexförsamling i pastoratet Strövelstorp, Ausås och Starby. Församlingen uppgick 1998 i Strövelstorps församling.

## Kyrkobyggnader
- Ausås kyrka